# Gachinko de Ikō!
Singles de Buono!
Kiss! Kiss! Kiss!
(2008) Rottara Rottara
(2008)
Gachinko de Ikō! ou Gachinko de Ikou (ガチンコでいこう!) est le 4e single du groupe de J-pop Buono!, sorti le 20 août 2008 au Japon sur le label Pony Canyon. 
Il atteint la 6e place du classement Oricon. Sortent aussi une édition limitée du single avec un DVD bonus, et une version "Single V" (vidéo) deux semaines plus tard. La chanson-titre sert de générique de fin à la série anime Shugo Chara, et figurera sur le deuxième album du groupe, Buono! 2 de 2009.

## Titres
CD Single
1. Gachinko de Ikō! (ガチンコでいこう!?)
2. Lady Panther (れでぃぱんさぁ?)
3. Gachinko de Ikō! (instrumental) (ガチンコでいこう!...?)
4. Lady Panther (instrumental) (れでぃぱんさぁ...?)

DVD de l'édition limitée
1. Jacket Making of (ジャケット撮影メイキング?)
2. PV Making of Part 1 (PV撮影メイキングPart.1?)

Single V
1. Gachinko de Ikō! (Music Clip)
2. Gachinko de Ikō! (Close Up Version)
3. Gachinko de Ikō! (Dance Shot Version)
4. PV Making of Part 2 (PV撮影メイキングPart.2?)